# 國際牌 (品牌)
國際牌（日语： Nashonaru */?）是原屬松下電器產業株式會社（現為松下電器）旗下的子品牌，主要用於銷售家電、個人用品及工業設備。該品牌於1927年成立，寓意「國民的」，亦為松下電器使用最久及亞洲地區最知名品牌。

## 歷史沿革

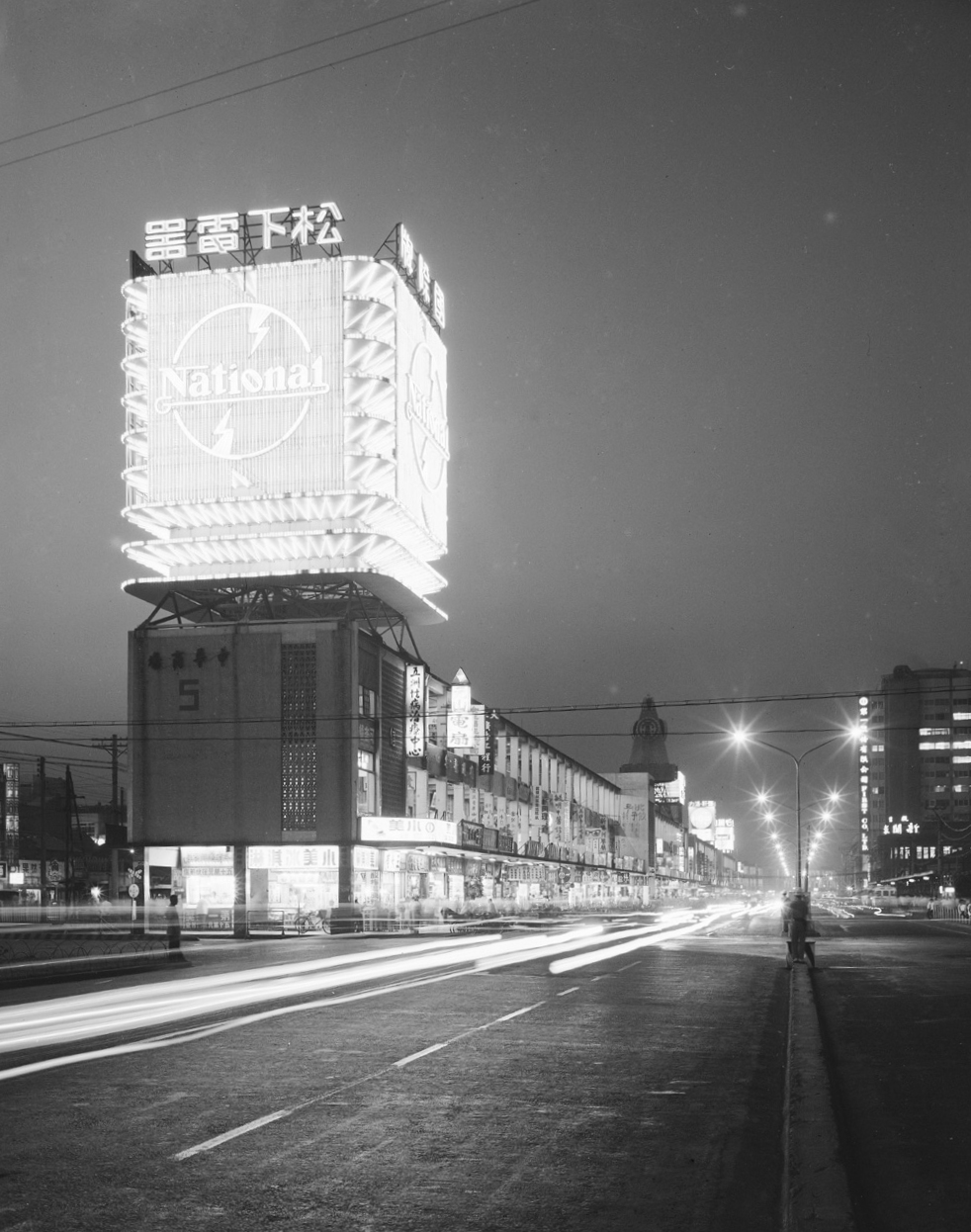
1964年設立於臺灣臺北市中華商場的「國際牌」巨幅霓虹招牌，至1985年因安全問題被拆除。

1927年，松下幸之助的電器公司開始銷售自行開發的電池驅動方形自行車燈，並從山本商店手中收回該產品的銷售權。為了讓品牌產品普及全日本，他將其命名為「國際牌」（National）。他未直接銷售該產品，而是免費提供一萬個樣品供市場試用，並嘗試報紙廣告，甚至製作琺瑯廣告牌進行宣傳。1927年4月，「National Lamp」正式上市後迅速成為日本市場上的熱銷商品。這也使其成為日本最早廣為人知的電子品牌之一。
此後，國際牌曾是長期成為松下大部分產品的主要品牌，涵蓋音響與影像設備，自1959年至1987年，松下電器根據1937年制定的「國際牌標誌」基礎上，將其嵌入字母「N」中而設計「N標誌」該標誌此後廣泛出現在產品目錄、商品背面、廣告看板及電視廣告等宣傳物。1988年起，部分產品以「國際牌松下（National Panasonic）」的名義銷售，以迎合松下品牌在全球市場的擴展。
1980年後，松下逐步停止在歐洲市場使用「國際牌」品牌，1988年後澳洲和紐西蘭市場亦跟進，音響與影像產品統一改用松下及Technics品牌。在美國，由於「國際牌」名稱已被National Electronics註冊，松下未曾正式使用該品牌，僅在2003年短暫推出過电饭锅、绞肉机等少量小型廚房家電。此外，國際牌品牌的電飯鍋曾進口至北美亞洲市場販售。
在亞洲地區，國際牌以家電產品聞名，如電飯鍋等，並擁有極高的市場認可度。然而，2004年松下決定統一品牌識別，開始逐步在亞洲市場淘汰「國際牌」品牌，僅保留日本市場。由於國際牌在日本具有歷史意義，松下的非音像類產品在日本仍以該品牌銷售。
2008年，松下電器考慮「一公司多品牌名稱」的情況對該集團產品全球市場佔有率造成影響，董事會於10月1日起決定更名公司名稱為「松下電器」，並全面停用「國際牌」品牌，所有產品統一以「松下」名稱行銷。國際牌最終在2009年漸進性廢止。
。

## 自行車製造
國際牌品牌的自行車曾以松下名義進口至美國，以高品質、低價格著稱。其高自動化生產降低了人力成本，使產品更具競爭力。部分車款採用了禧玛诺的前自由輪系統（Front Freewheel System）設計。

## 廣告宣傳
- 1960年，國際牌與東映共同製作特攝影集《国立少年》作為品牌推廣手段。[8]
- 1976年，瑞典樂團ABBA拍攝National品牌廣告，並在西歐（比利時、法國、荷蘭、瑞士、西德）、澳洲、紐西蘭、日本、菲律賓及泰國等地播出。
- 1978年，日本雙人組合粉紅淑女為國際牌的空調及Pepper便攜式收音機拍攝廣告。
- 1980年代，國際牌曾在日本推出電視廣告，使用電影《子猫物语》的貓咪「チャトラン（Chatran）」（英譯版名為Milo）作為形象代言，廣告中播放了電影片段，並展現「Chatran」與人類夥伴的互動。

## 海外

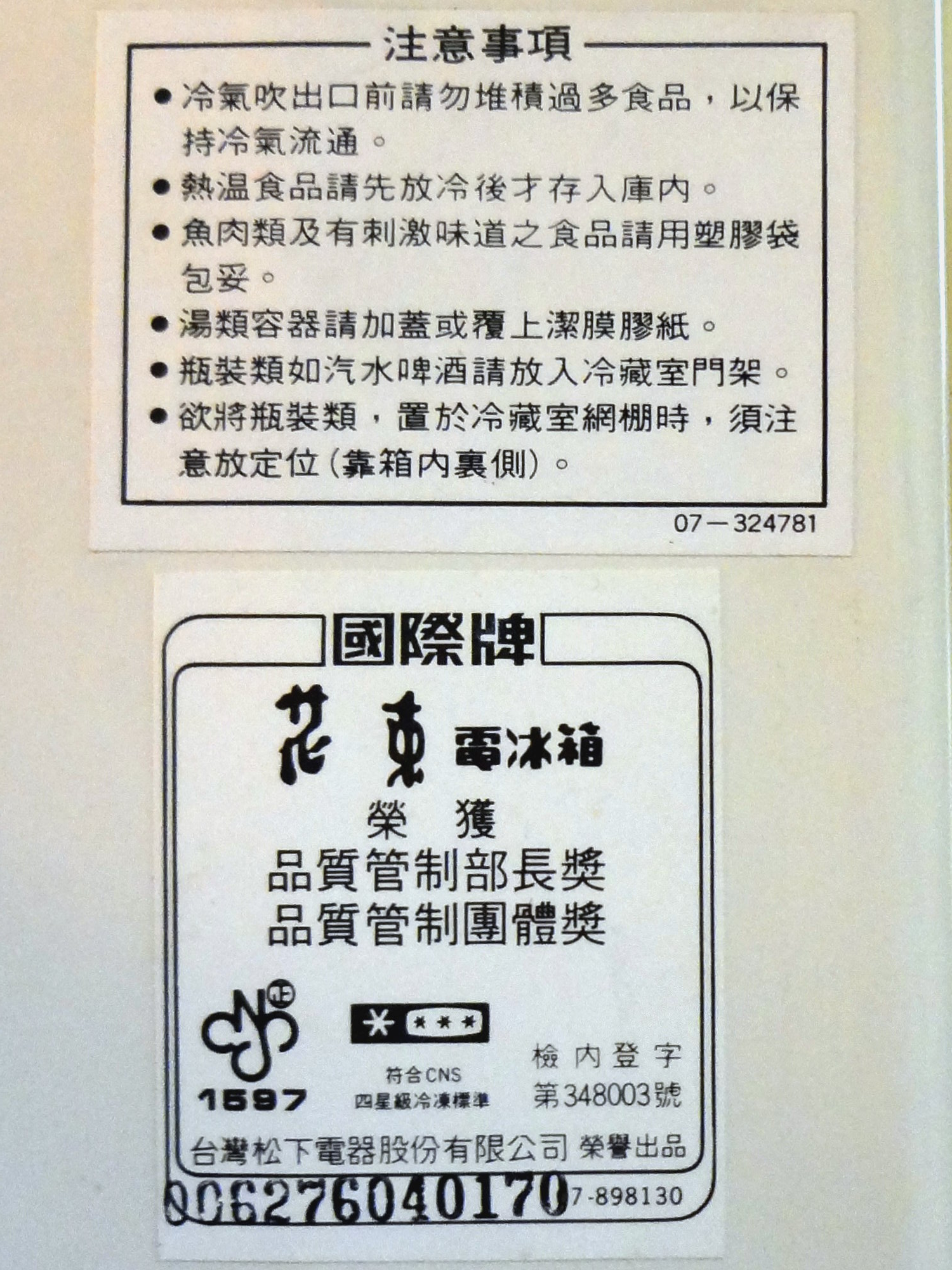
台灣松下電器國際牌產品序號標籤

1962年10月，國際通信機械公司與松下電器合資成立台灣松下電器，沿用國際通信機械公司國際牌名稱作為松下電器品牌「National」的台灣譯名

## 外部連結
- 松下電器官方網站 （页面存档备份，存于）
- （英語） 松下電器產業株式會社品牌歷史
- （英語） 1927年的國際牌
- （英語） ABBA電視廣告宣傳國際牌（取自YouTube） （页面存档备份，存于）
- （英語） ABBA電視廣告製作的背景資訊
- （日語） National Brand TV commercial cross promoting 《子猫物语》宣傳廣告 （页面存档备份，存于）